# Igrzyska Dalekiego Wschodu 1913
I Igrzyska Dalekiego Wschodu miały miejsce 4 lutego 1913 roku w stolicy Filipin, Manili.
W 1912 E.S. Brown, prezydent Filipińskiego Stowarzyszenia Lekkoatletycznego i Zabaw Karnawałowych Manili, zaproponował stworzenie Igrzysk Dalekiego Wschodu dla Chin i Japonii. W tym czasie prezydentem Filipińskiego Stowarzyszenia Amatorskiej Lekkoatletyki był William Cameron Forbes. Stworzył on Stowarzyszenie Igrzysk Dalekiego Wschodu.
Zawody te były rozgrywane w Carnival Grounds (obecnie Rizal Memorial Sports Complex) w dzielnicy Manili, Malate. Otworzył je sam Forbes.
Brało w nich udział sześć państw:
- Chiny
- Filipiny (organizator)
- Hongkong
- Japonia
- Tajlandia
- Związek Malajski